# Datenna
Datenna是一家以中国業務為主的数据智能平台公司。Datenna總部位于埃因霍温。该公司主要提供投资、创新機會以及出口管制等方面的資訊。 Datenna还密切關注中国投资者在欧洲的收购活動。2017年，荷兰企业局（隸屬於荷蘭政府）向Datenna提供了一些資金支持。